# Journée de pi
La journée de π et les journées de l'approximation de π (ou journées de pi approximatif) sont des jours qui célèbrent π, la constante mathématique.

## Journée de π
Le 14 mars, écrit 3/14 en format de date américain, dérive de l'approximation de π à trois chiffres en base décimale 3,14. Les fêtes ont lieu dans les départements de mathématiques de diverses universités à travers le monde,,,.

## Autre journée de π approximatif
La journée de pi approximatif peut être également :
- le 22 juillet, écrit « 22/7 » dans beaucoup de formats de date. Or, 22 divisé par 7 est une approximation diophantienne de π utilisée depuis les mathématiques de la Grèce antique.

## Éphéméride
Parmi les personnalités remarquables et en lien avec le nombre pi, nées ou décédées un quatorze mars, se trouvent :
- Albert Einstein, physicien théoricien né le jour de pi de l'année 1879, soit le 14 mars 1879 ;
- Stephen Hawking, astrophysicien mort le jour de pi de l'année 2018, soit le 14 mars 2018.